# 大熊猫介
大熊 猫介（おおくま ねこすけ）は日本のイラストレーター。元ニトロプラス社員で現在フリーのイラストレーター。

## イラスト
- ハンドレッド[1]（著者：箕崎准）
- 新妹魔王の契約者（著者：上栖綴人）
- ギルティクラウン（第11話 エンドカード）
- 姉が剣聖で妹が賢者で（著者：戦記暗転）
- 脱法テイマーの成り上がり冒険譚 〜Sランク美少女冒険者が俺の獣魔になっテイマす〜（著者：すかいふぁーむ）
- 残虐すぎる異世界でも鈴木は可愛い（著者：土日月）
- モブだけど最強を目指します! 〜ゲーム世界に転生した俺は自由に強さを追い求める〜（著者：反面教師）
- ゴエティア・ショック 電脳探偵アリシアと墨絵の悪夢（著者：読図健人）